# Càpsula articular

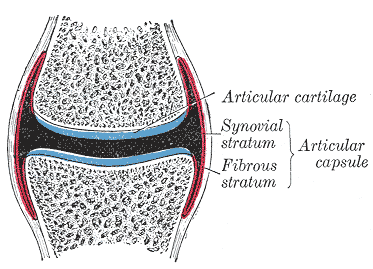
Seccció d'una càpsula articular

La càpsula articular és un involucre membranós que tanca les superfícies articulars.
Té dues capes diferents: la membrana fibrosa, stratum fibrosum, (externa) i la membrana sinovial, stratum synoviale, (interna). La membrana externa és més resistent i pot estar reforçada en alguns punts per feixos també fibrosos que constitueixen els lligaments capsulars per augmentar la seva resistència. La membrana interna de la càpsula està força vascularitzada i inervada; aquest teixit produeix el líquid sinovial que és viscós, nutritiu, lubricant i lliscant. Conté àcid hialurònic, cosa que li confereix la viscositat necessària per a lubrificar les articulacions.

## Patologia
- Capsulitis adhesiva de l'espatlla.
- Síndrome de plica: la plica sinovial s'inflama i causa problemes mecànics al genoll.

## Imatges addicionals

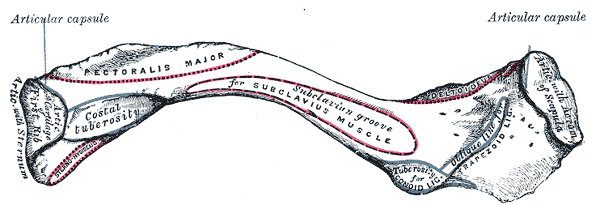
Superfície inferior.
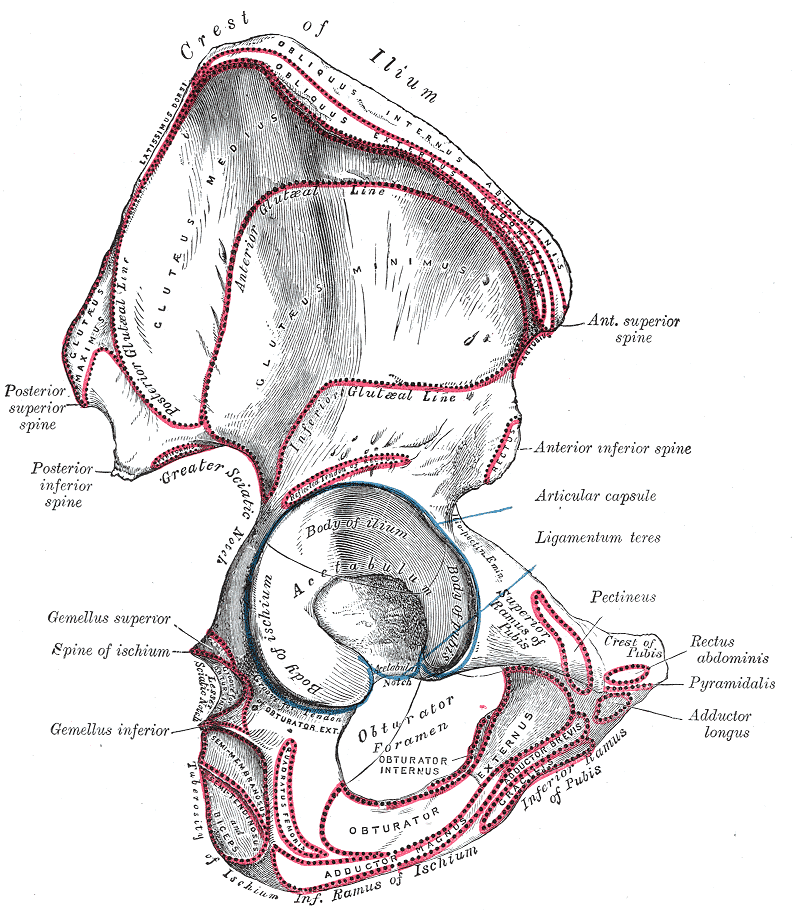
Superfície externa.